# Igor Gorgan
Igor Gorgan (n. 2 august 1969, Dubăsari, RSS Moldovenească, URSS) este un ofițer militar moldovean. A fost șef de stat major al Armatei Naționale între 2013 și 2016 și între 2019 și 2021.

## Biografie[3]
Născut în Dubăsari, la vârsta de 18 ani a început să servească în armata URSS, până în 1991 a studiat la o școală militară din Novosibirsk. După studii, a activat ca și locțiitor comandant companie într-o divizie aeropurtată din Bolgrad, Ucraina.  
1992 -1995 comandant al companiei de pază a brigăzii 2 infanterie motorizată „Stefan cel Mare”. 
1995 -1998, devine șef de stat major, locțiitor al comandantului batalion 2, Brigada 2 infanterie motorizată „Ștefan cel Mare”.
1995 - 2000, studii la Universitatea Liberă Internațională din Moldova, specializarea Drept Internațional.
1998 −1999, specialist principal secția mobilizare Direcția mobilizare din cadrul Marelui Stat Major al Armatei Naționale.
Din 1999 este numit la comanda Batalionului 3 infanterie motorizată, Brigada 2 infanterie „Ștefan cel Mare”.
1999 −2001,  șef stat major, locțiitor comandant Batalion 22 de menținere a păcii „Căști albastre”.
2001-2002 — student la Colegiul de Comandă și Stat Major al Armatei SUA din Fort Leavenworth, Kansas.
2002 - 2004 — locțiitor comandant Brigada 2 infanterie motorizată „Ștefan cel Mare”.
Începând cu 2003 i-a parte in cadrul unor misiuni de menținere a păcii, sub mandatul NATO în Tuzla (SFOR), Bosnia și Herzegovina și sub mandatul OSCE între anii 2004-2005 în cadrul misiunii de menținere a păcii la granița dintre Georgia și Cecenia (Federația Rusă). Tot în 2005 este numit locțiitor comandant Brigada 1 infanterie motorizată „Moldova” pentru ca în 2006 să fie ofițer de legătură în Forțele Multinaționale din Iraq.
Din 2006 și până în 2007devine locțiitor șef la Direcția instruire, șef secție planificare, instruire și asigurare Marele Stat Major al Armatei Naționale, după care, intre anii 2007 - 2009  șef J7 Direcția instruire din cadrul Marelui Stat Major al Armatei Naționale.
2010 -2013 numit în funcția de expert asociat in cadrul Fundațiiei pentru promovarea reformelor în domeniul justiției, securității și apărării (PRISA).
În perioada 2012-2014 studiază Drept internațional și instituțional la Universitatea Liberă Internațională din Moldova.
Din 2013, susținut de PDLM și fiind membru al Consiliului Politic Național acestui partid, este numit șef al Mareleui Stat Major al Armatei Naționale, comandant al Armatei Naționale. În 2016 este demis, în urma presiunilor făcute de Ministrului Apărarii, Anatol Șalaru, fiind acuzat de nepotism, coruptie și incompetență.
Studiază între 2013-2017 la Institutul de Cercetări Juridice și Politice al Academiei de Științe al Moldovei, Chișinău.
Din 2016 până în 2018, Igor Gorgan se află la dispoziția ministrului Apărării, iar în 2018 - 2019 are funcția de șef al Centrului de Studii Strategice de Apărare și Securitate al Academiei Militare al Forțelor Armate „Alexandru cel Bun”.
Fiind un apropiat al lui Igor Dodon si susținut de Partidul Socialiștilor, acesta este numit (iulie 2019) in funcția de șef Marele Stat Major al Armatei Naționale.
În 2021, după ce Maia Sandu a devenit președinte al Republicii Moldova, Igor Gorgan a fost demis din funcție.

## Spionaj în favoarea Rusiei
În iunie 2024 este acuzat ca între aniii 2004-2024 a spionat pentru Moscova, fiind racolat de agenția de informații militare, GRU. Igor Gorgan este acuzat ca a participat în 2020 la elogierea Armatei Ruse  (23 februarie – Ziua Armatei Sovietice) și pentru că a fi fost prezent la Ambasada Federației Ruse, alături de alte persoane din structurile statului de la vremea aceea, precum ministrul Justiției, Fadei Nagacevschi, ministrul Apărării de atunci, Victor Gaiciuc, alți afiliați ai Partidului Socialiștilor, dar și reprezentanți ai administrației separatiste de la Tiraspol de atunci, Victor Ignatiev și Oleg Beleakov.
Comunicațiile dintre Gorgan și Makarov, agent GRU, au devenit deosebit de active în aprilie 2022, la scurt timp după începerea războiului pe scară largă din Ucraina. Gorgan a încetat comunicarea după expulzarea în masă de către Republica Moldova a suspecților spioni ruși din iulie 2023 și și-a asigurat un loc de muncă la UNHCR din Chișinău.
În urma acestor dezvăluiri i-au fost restrase toate decorațiile și gradul de general.

## Date personale
Este fiul lui Alexandru Gorgan, fost viceministru al Apărării (1991-1995), secretar al Consiliului Suprem de Securitate (1995-1997) și președintele organizației Liga Veteranilor Forțelor Armate ale Republicii Moldova „Ștefan cel Mare și Sfânt”. Igor este casatorit cu locotent-colonel Inga Gorgan, aceștia având împreună doi copii. 